# Zingiber intermedium
Zingiber intermedium là một loài thực vật có hoa trong họ Gừng. Loài này được John Gilbert Baker mô tả khoa học đầu tiên năm 1892.

## Mẫu định danh
Một mẫu định danh là Clarke C.B. 44443; thu thập ngày 6 tháng 8 năm 1886 tại Bhorlasa, lưu giữ tại Vườn Thực vật Hoàng gia tại Kew (K).

## Từ nguyên
Tính từ định danh intermedium (giống đực: intermedius, giống cái: intermedia) là tiếng La tinh, nghĩa là trung gian, giữa.

## Phân bố
Loài này có tại đông bắc Ấn Độ (phía bắc khu vực Khasi Hills, tại các bang Meghalaya, Assam, Nagaland, Arunachal Pradesh). Môi trường sống là rừng, ở cao độ khoảng 1.100 m.

## Phân loại
Baker (1892) và Schumann (1904) xếp Z. intermedium trong tổ Lampuzium / Lampugium (= tổ Zingiber).

## Mô tả
Thân lá cao tới 1m. Lá không cuống, hình mác hoặc mác ngược nhọn thon, đáy hẹp, mặt trên nhẵn nhụi, mặt dưới gần đường giữa thưa thớt các hột nhỏ dạng viên tròn. Lưỡi bẹ dài tới 4 cm, dạng màng, nhẵn nhụi, nhọn thon. Cuống cụm hoa thanh mảnh, dài 5-15-(24) cm, có vảy hình mác bao bọc. Cụm hoa hình cầu kết đặc, đường kính 5 cm. Lá bắc hình mác, dạng màng, xoắn, dài 3,7 cm. Ống tràng dài như lá bắc; các thùy tràng hoa gần đều, hình mác, màu đỏ nhạt, dài 2,3-2,5 cm. Cánh môi hình gần tròn, dài 2,3-2,5 cm, màu đen ánh đỏ với các đốm nhỏ màu vàng nghệ, các tai ở đáy (thùy bên) thuôn dài. Bao phấn màu trắng, với mỏ màu đỏ sẫm. Phần phụ liên kết màu đen.